# Joe el fontanero
Samuel Joseph Wurzelbacher (Toledo, Ohio, 3 de diciembre de 1973 - 27 de agosto de 2023), conocido como Joe the Plumber (en español: «Joe el fontanero» o «Joe el plomero»), fue un empleado de Newell Plumbing & Heating y residente de Holland, Ohio, Estados Unidos. 

## Repercusiones
Recibió la atención de la prensa durante la carrera para las elecciones presidenciales de 2008 en Estados Unidos, tras debatir públicamente con Barack Obama su política impositiva y al ser mencionado al menos 23 veces durante el tercer y último debate entre los candidatos presidenciales del Partido Republicano y del Partido Demócrata, el senador John McCain y Barack Obama, respectivamente, llevado a cabo el 15 de octubre de ese año.
Falleció a causa de un cáncer de páncreas el 27 de agosto de 2023.